# Ескадрені міноносці типу O та P
Ескадрені міноносці типу O та P (англ. O and P-class destroyer) — клас військових кораблів з 16 ескадрених міноносців, що випускалися британськими суднобудівельними компаніями з 1940 по 1944 роки. Ескадрені міноносці цього типу входили до складу Королівського військово-морського флоту Великої Британії, ВМС Пакистану та Туреччини. Есмінці активно використовувалися протягом Другої світової війни та післявоєнний час; у морських боях та битвах втрачено 4 кораблі цього типу.
Замовлялися, починаючи з 1939, вони стали першими есмінцями з 112, що будувалися за «Надзвичайною воєнною програмою» (англ. War Emergency Programme) й стали, так званими, 1-ю та 2-ю Надзвичайними флотиліями британського флоту.

## Ескадрені міноносці типу O та P
Ескадрені міноносці типу O та P були першим типом так званого проміжного класу британських есмінців, концепція якого остаточно сформувалася в Адміралтействі у 1938 році. За задумом розробників цього типу бойових кораблів, вони мусили заповнити проміжок між великими флотськими есмінцями (типу «Трайбл») та ескортними міноносцями типу «Хант».

### Тип «O» з 4,7-дюймовими гарматами
| Корабель | Номер вимпелу                     | Виготовлювач                                           | Закладено     | Спущено         | У строю         | Статус |
| -------- | --------------------------------- | ------------------------------------------------------ | ------------- | --------------- | --------------- | --- |
| «Онслоу» | G17 (лідер ескадрених міноносців) | John Brown & Company, Клайдбанк                        | 1 липня 1940  | 31 березня 1941 | 8 жовтня 1941   | У 1949 переданий до ВМС Пакистану (перейменований на «Тіппу Султан»); в 1980 виключений зі складу флоту, розібраний на металобрухт     |
| «Оффа»   | G29                               | Fairfield Shipbuilding and Engineering Company, Говань | 15 січня 1940 | 11 березня 1941 | 20 вересня 1941 | 30 листопада 1949 переданий до ВМС Пакистану (перейменований на «Тарік»); в 1959 виключений зі складу флоту, розібраний на металобрухт |
| «Онслот» | G04                               | Fairfield Shipbuilding and Engineering Company, Говань | 14 січня 1941 | 9 жовтня 1941   | 19 червня 1942  | 3 березня 1951 переданий до ВМС Пакистану (перейменований на «Тогрул»); 1975 виключений зі складу флоту, 1977 розібраний на брухт      |
| «Орібі»  | G66                               | Fairfield Shipbuilding and Engineering Company, Говань | 15 січня 1940 | 14 січня 1941   | 5 липня 1941    | 18 червня 1946 переданий до ВМС Туреччини (перейменований на «Гайрет»)                                                                 |

### Тип «O» з 4-дюймовими гарматами
| Корабель   | Номер вимпелу | Виготовлювач                               | Закладено       | Спущено        | У строю        | Статус                                                                  |
| ---------- | ------------- | ------------------------------------------ | --------------- | -------------- | -------------- | ----------------------------------------------------------------------- |
| «Обдурате» | G39           | William Denny and Brothers, Дамбартон      | 25 квітня 1940  | 19 лютого 1942 | 3 вересня 1942 | у 1965 виключений зі складу флоту, розібраний на металобрухт            |
| «Обідіент» | G48           | William Denny and Brothers, Дамбартон      | 22 травня 1940  | 30 квітня 1942 | 30 жовтня 1942 | у 1962 виключений зі складу флоту, розібраний на металобрухт            |
| «Опорт'юн» | G80           | John I. Thornycroft & Company, Саутгемптон | 28 березня 1940 | 21 лютого 1942 | 14 серпня 1942 | 25 листопада 1955 виключений зі складу флоту, розібраний на металобрухт |
| «Оруелл»   | G98           | John I. Thornycroft & Company, Саутгемптон | 29 травня 1940  | 2 квітня 1942  | 17 жовтня 1942 | У 1965 виключений зі складу флоту, розібраний на металобрухт            |

### Тип «P»
| Корабель     | Номер вимпелу                     | Виготовлювач                                           | Закладено      | Спущено         | У строю        | Статус |
| ------------ | --------------------------------- | ------------------------------------------------------ | -------------- | --------------- | -------------- | --- |
| «Пакенгам»   | G06 (лідер ескадрених міноносців) | Hawthorn Leslie and Company, Геббурн                   | 6 лютого 1940  | 28 січня 1941   | 4 лютого 1942  | Затоплений після отриманих у бою за конвой «Сігно» пошкоджень східніше острову Сицилія, 16 квітня 1943 |
| «Паладин»    | G69                               | John Brown & Company, Клайдбанк                        | 22 липня 1940  | 11 червня 1941  | грудень 1941   | У 1962 виключений зі складу флоту, розібраний на металобрухт |
| «Пантер»     | G41                               | Fairfield Shipbuilding and Engineering Company, Говань | 5 березня 1940 | 28 травня 1941  | 12 грудня 1941 | 9 жовтня 1943 потоплений унаслідок повітряної атаки німецьких бомбардувальників Ju 87 StG 3 під час Додеканеської кампанії поблизу острову Карпатос                                                           |
| «Партрідж»   | G30                               | Fairfield Shipbuilding and Engineering Company, Говань | 3 червня 1940  | 5 серпня 1941   | лютий 1942     | 18 грудня 1942 потоплений німецьким підводним човном U-565 на рейді Орана |
| «Патфайндер» | G10                               | Hawthorn Leslie and Company, Геббурн                   | 5 березня 1940 | 10 квітня 1941  | 13 квітня 1942 | У 1948 виключений зі складу флоту, розібраний на металобрухт |
| «Пенн»       | G77                               | Vickers-Armstrongs, Ньюкасл-апон-Тайн                  | 26 грудня 1939 | 12 лютого 1941  | 10 лютого 1942 | 30 жовтня 1950 виключений зі складу флоту, розібраний на металобрухт |
| «Пітард»     | G56                               | Vickers-Armstrongs, Ньюкасл-апон-Тайн                  | 26 грудня 1939 | 27 березня 1941 | 15 червня 1942 | Розібраний на металобрухт у червні 1967 в Бонессі |
| «Порк'юпайн» | G93                               | Vickers-Armstrongs, Ньюкасл-апон-Тайн                  | 26 грудня 1939 | 10 червня 1941  | 31 серпня 1942 | 9 грудня 1942 торпедований німецьким підводним човном U-602 поблизу Гібралтару; внаслідок отриманих пошкоджень розколовся навпіл; згодом перероблений на 2 допоміжних судна. У 1947 розібраний на металобрухт |